# Dissociation (tango)
Dissociation är en grundläggande kroppsrörelse i argentinsk tango, där överkroppen och underkroppen vrids i förhållande till varandra.
När en dansare dissocierar ligger axlarna inte längre rakt över höfterna, utan är vridna i förhållande till dessa. Detta innebär att magmuskler spänns och dras ut och skapar en naturlig strävan i kroppen att återgå till ursprungsläget utan dissociation. Många av tangons karaktäristiska steg och figurer, till exempel ocho och boleo, kan utföras på ett mycket avslappnat sätt tack vare dissociationen. Den befrämjar också kontakten inom paret genom att den tillåter partnerna att behålla överkropparna parallella även om föraren till exempel går utanför följaren.